# Аквароли (Верона)
Аквароли (итал. Acquaroli) је насеље у Италији у округу Верона, региону Венето.
Према процени из 2011. у насељу је живело 61 становника. Насеље се налази на надморској висини од 56 м.